# Гельмут Дукадам
Гельмут Роберт Дукадам (рум. Helmuth Robert Duckadam; 1 квітня 1959, Семлак — 2 грудня 2024) — румунський футболіст, що грав на позиції воротаря. Володар Кубка європейських чемпіонів.

## Спортивна кар'єра
Вихованець футбольної школи клубу «Конструкторул» (Арад). За основний склад відіграв у третій лізі сезон 1977/78 і перейшов до більш маститої команди з цього міста — УТА, яка у той час балансувала між першим і другим дивізіонами. В еліті румунського футболу провів 53 матчі за два сезони.
Своєю грою за цю команду привернув увагу столичної «Стяуа», до складу якої приєднався 1982 року. Того ж року дебютував в офіційних матчах у складі національної збірної Румунії. Протягом кар'єри у національній команді, яка тривала 1 рік, провів у формі головної команди країни 2 матчі.
Відіграв за бухарестську команду наступні чотири сезони своєї ігрової кар'єри, на внутрішній арені «армійці» двічі здобували перемоги у чемпіонаті і одну — в кубку. В сезоні 1985/86 «Стяуа» стала першим клубом зі Східної Європи, який переміг у Кубку європейських чемпіонів.
На перших етапах румуни впевнено пройшли данський «Вейле» і угорський «Гонвед». У чвертьфіналі змусили похвилюватися своїх прихильників, лише за чотири хвилини до завершення другого матчу Віктор Піцурке забив переможний м'яч у ворота фінського «Куусусі». У півфіналі жереб обрав їм гранда європейського футболу — бельгійський «Андерлехт». Тут румуни сенсаційно, але досить впевнено відіграли гостьову поразку 0:1 (Енцо Шифо) з рахунком 3:0 (Віктор Піцурке (2) і Гаврил Балінт).
Переважна більшість оглядачів і уболівальників всього футбольного світу вважали, що «Стяуа» потрапила в фінал Кубка чемпіонів випадково. Фаворитом вирішального поєдиноку, який проходив у Севільї, вважалася іспанська «Барселона». Цей поєдикок став вершиною футбольної кар'єри Гельмута Дукадама. Основний і додатковий час завершився внічию і французький рефері Мішель Вотро призначив серію одинадцятиметрових ударів. Гельмут Дукадам залишив свої ворота «сухими» у двобоях з Хосе Алесанкою, Анхелем Педрасою, Пічі Алонсо та Маркосом Алонсо. Натомість, Маріус Лекетуш та Гаврил Балінт реалізували два пенальті і «Стяуа» здобула найпрестижніший трофей європейського клубного футболу.
За підсумками 1986 року Гельмута Дукадама було визнано найкращим футболістом Румунії. В опитуванні журналу «Франс футбол», для визначення найкращого футболіста Європи, розділив восьме місце з Марко ван Бастеном.
У матчі за суперкубок проти київського «Динамо» ворота «Стяуа» захищав вже Думітру Стингачу. Через декілька тижнів після севільського фіналу у Гельмута Дукадама лікарі виявили рідкісне захворювання крові. На боротьбу з недугом пішло три роки, голкіпер повернувся у футбол, але на колишній рівень піднятися не зумів — два сезони виступав за «Вагонул» (Арад) з другого дивізіону.

## Досягнення

### Командні
- Володар Кубка європейських чемпіонів (1):

«Стяуа»: 1986
- Чемпіон Румунії (2):

«Стяуа»: 1985, 1986
- Володар Кубка Румунії (1):

«Стяуа»: 1985

### Особисті
- Найкращий футболіст Румунії (1): 1986
- Найкращий голкіпер Європи (1): 1986 (за версією «Франс футболу»)

## Статистика
Статистика клубних виступів:
| Сезон             | Команда            | Чемпіонат | Чемпіонат | Чемпіонат | Єврокубки | Єврокубки | Єврокубки |
| Сезон             | Команда            | Т         | І         | ПГ        | Т         | І         | ПГ        |
| ----------------- | ------------------ | --------- | --------- | --------- | --------- | --------- | --------- |
| 1977/78           | «Конструкторул»    | Д-3       |           |           | —         | —         | —         |
| 1978/79           | УТА (Арад)         | Д-1       | 19        |           | —         | —         | —         |
| 1979/80           | УТА (Арад)         | Д-2       |           |           | —         | —         | —         |
| 1980/81           | УТА (Арад)         | Д-2       |           |           | —         | —         | —         |
| 1981/82           | УТА (Арад)         | Д-1       | 34        |           | —         | —         | —         |
| 1982/83           | «Стяуа» (Бухарест) | Д-1       | 7         |           | —         | —         | —         |
| 1983/84           | «Стяуа» (Бухарест) | Д-1       | 10        |           | —         | —         | —         |
| 1984/85           | «Стяуа» (Бухарест) | Д-1       | 31        |           | КК        | 2         | 1         |
| 1985/86           | «Стяуа» (Бухарест) | Д-1       | 32        |           | КЧ        | 9         | 5         |
| 1989/90           | «Вагонул» (Арад)   | Д-2       |           |           | —         | —         | —         |
| 1990/91           | «Вагонул» (Арад)   | Д-2       |           |           | —         | —         | —         |
| Всього за кар'єру | Всього за кар'єру  | Д-1       | 133       |           |           | 11        | 6         |